# Дачная столица (музей)
«Да́чная столи́ца» — историко-бытовой музей в посёлке Сиверский Гатчинского района Ленинградской области. Экспозиция посвящена истории Сиверской дачной местности, крупнейшей в дореволюционной России.
Музей был открыт в 2010 году по инициативе краеведа Андрея Бурлакова в усадьбе конца XIX века.

## История усадьбы и музея
Дача была построена в конце XIX века художником и архитектором Иваном Михайловичем Гольмдорфом. В 1910 году её купил издатель и писатель Иван Александрович Иванов. Его усадьба стала местом встреч художников, поэтов, актеров и музыкантов, которые проводили летний отдых в Сиверской. По свидетельству современников здесь бывали: Александр Блок, Анна Ахматова, Дмитрий Мережковский, Зинаида Гиппиус и другие выдающиеся деятели культуры.
В 1929 году дачу национализировали, здесь разместился профсоюзный санаторий финбанковских работников.
Во время Великой Отечественной войны в здании размещались немецкие лётчики. После войны дача стала использоваться как спальный корпус "Сиверской лесной школы".
В 1988 году здание было передано "Сиверской специальной (коррекционной) школе-интернату". В 1992 году по инициативе директора школы Валентины Владимировны Юниной был открыт музей истории Сиверской. В нём была представлена коллекция предметов дачного быта начала XX века, собранная Андреем Бурлаковым.
В июне 2009 года для организации музея было предоставлено здание дачи Гольмдорфа. Торжественное открытие состоялось 15 июля. 25 июля в музее состоялись дачные посиделки интеллигенции из Москвы, Санкт-Петербурга и Сиверского.

## Экспозиция
В залах музея представлены следующие экспозиции:
- формирование Сиверской дачной местности
- дачный быт конца XIX - начала XX века
- дачный быт послевоенной эпохи
- пионерская комната
- дачная кухня
- экспозиция выставочного зала

Большинство экспонатов — дары старожилов посёлка.

## Фотогалерея
- Вход в музей
- Дачный быт начала XX века
- Выставка «Забытые усадьбы Гатчинского района»
- Дача послевоенной эпохи
- Зал истории посёлка
- Пионерский лагерь
- Выставка картин